# Spelaeoglomeris doderoi
Spelaeoglomeris doderoi är en mångfotingart som beskrevs av Filippo Silvestri 1908. Spelaeoglomeris doderoi ingår i släktet Spelaeoglomeris och familjen klotdubbelfotingar. Inga underarter finns listade i Catalogue of Life.